# TDK秋田綜合體育中心
TDK秋田綜合體育中心是位於日本秋田縣仁賀保市的一組體育設施。它於1985年開業，並於2007年舉辦了国民体育大会足球竞技。它是TDK SC的故鄉，毗鄰白瀨南極探險博物館和南極公園。

## 設備
- 足球場[4]
- 棒球場[5]
- 游泳池[6][7]
- 體育館[8]
- 小屋[9]

## 外部連結
- TDK秋田綜合體育中心的Facebook專頁